# SS Cosmos
Az SS Cosmos, teljes nevén Società Sportiva Cosmos San Marinó-i sportegyesület, amelyet 1979-ben alapítottak. A neves amerikai labdarúgócsapat, a New York Cosmos után elnevezett klub székhelye Serravalle városában található.
Egyike annak a 15 csapatnak, amely a San Marinó-i labdarúgó-bajnokságot alkotja. Saját sportteleppel nem rendelkezik, edzéseit a San Marinó-i Nemzeti Stadion tartalékpályáján tartja.

## Korábbi elnevezései
- 1979–?: SP Cosmos

## Sikerei
- San Marinó-i labdarúgó-bajnokság (Campionato Sammarinese di Calcio)
  - Bajnok (1 alkalommal): 2001
  - Ezüstérmes (2 alkalommal): 1990, 1996
  - Bronzérmes (3 alkalommal): 1987, 1995, 2002, 2011

- San Marinó-i kupa (Coppa Titano)
  - Győztes (4 alkalommal): 1980, 1981, 1995, 1999
  - Ezüstérmes (2 alkalommal): 1996, 1998

- San Marinó-i szuperkupa (Trofeo Federale)
  - Győztes (3 alkalommal): 1995, 1998, 1999

## Eredmények

### Európaikupa-szereplés

#### Összesítve
| Kupa       | J | GY | D | V | LG–RG |
| ---------- | - | -- | - | - | ----- |
| UEFA-kupa  | 2 | 0  | 0 | 2 | 0–3   |
| Összesítve | 2 | 0  | 0 | 2 | 0–3   |

#### Szezonális bontásban
| Idény     | Kupa      | Forduló      | Klub       | 1. mérk. | 2. mérk. |
| --------- | --------- | ------------ | ---------- | -------- | -------- |
| 2001–2002 | UEFA-kupa | Selejtezőkör | Rapid Wien | 0–1      | 0–2      |

Megjegyzés: Az eredmények minden esetben a SS Cosmos szemszögéből értendőek, a félkövéren jelölt mérkőzéseket pályaválasztóként játszotta.